# شکیلا
شکیلا محسنی صداقت (زادهٔ ١٣ اردیبهشت ١٣۴١) که با نام هنری شکیلا شناخته می‌شود، خواننده و ترانه‌سرای ایرانی است که در سن دیگو، کالیفرنیا زندگی می‌کند. او به زبان‌های فارسی، ترکی، انگلیسی، هندی، اسپانیایی، کردی برنامه‌های هنری اجرا کرده است. وی در سال ۲۰۰۶ جایزهٔ آکادمی موسیقی فارسی و یک جایزهٔ جهانی موسیقی را دریافت کرد. شکیلا تاکنون بیش از بیست آلبوم به زبان فارسی و همچنین آلبومی به زبان انگلیسی منتشر کرده است. او در درجهٔ نخست در مورد معنویت، عشق، صلح و بیداری می‌خواند. متن ترانه‌های وی از مولوی و دیگر شاعران اصلی الهام گرفته‌اند.

## زندگی
شکیلا در ۱۳ اردیبهشت ۱۳۴۱ در تهران زاده شد. در نه سالگی با اجرا در یک برنامهٔ تلویزیونی ایران کار هنری خود را آغاز کرد. بعدها به سن دیگو نقل مکان کرد و در کالج پالومار موسیقی تحصیل کرد. شکیلا اولین آلبوم خود را با عنوان کمی با من مدارا کن در سال ۱۳۷۰ منتشر کرد. آلبوم دوم او (گریه در رگبار) در سال ۱۳۷۱ منتشر شد. در سال ۱۳۷۲ سومین آلبوم خود با نام غیبت نور را منتشر کرد.
از سال ۱۹۹۷ تا ۲۰۰۸، شکیلا در لس آنجلس پس از بستن قرارداد با کمپانی کلتکس رکوردز (به انگلیسی: Caltex Records) بیش از هشت آلبوم را با آنها منتشر کرد. شکیلا در سال ۲۰۱۳ شکیلا اینترتینمنتز (به انگلیسی: Shakila Entertainments) را تأسیس کرد. وی بیش از ده تک‌آهنگ را در کمپانی ضبط خود منتشر کرده است. شکیلا آلبوم گنج نهان را در سال ۱۳۹۴ منتشر کرد که در نمودارهای مختلف بیلبورد به جایگاه شمارهٔ یک رسید. آلبوم دیگر او با نام شهر عشق نیز در سال ۱۳۹۴ منتشر شد. شهر عشق بیش از چهل و سه هفته را در موقعیت‌های شمارهٔ یک در چندین نمودار در بیلبورد داشت. شکیلا در سال ۲۰۱۶ آلبوم Splashing Tears را منتشر کرد که چند هفته نیز در جدول اوج در شمارهٔ یک در نمودار بیلبورد ماند. شکیلا در سال ۲۰۰۶ جایزهٔ آکادمی موسیقی فارسی و در سال ۲۰۱۵ جایزهٔ جهانی موسیقی را دریافت کرده است. او دو بار در جوایز رسانهٔ هالیوود و در جوایز رسانه‌ای نامزد شده است.

## ترانه‌شناسی
- کمی با من مدارا کن (۱۳۶۹)
- گریه در رگبار (۱۳۷۱)
- غیبت نور (۱۳۷۲)
- آخرین کوکب (۱۳۷۴)
- ارثیه‌های عاطفی (۱۳۷۶)
- زبان نگاه (۱۳۷۸)
- اشک مهتاب (۱۳۷۹)
- آوا (۱۳۸۰)
- آن سوی بی‌سو (۱۳۸۱)
- جادوی سکوت (۱۳۸۳)
- لب خاموش (۱۳۸۴)
- شعلهٔ بیدار (۱۳۸۷)
- مژدهٔ آزادی (۱۳۸۸)
- فرشته بانو (۱۳۹۱)
- گنج نهان (۱۳۹۳)
- ۱۱:۱۱ شهر عشق (۱۳۹۴)
- Splashing Tears (۱۳۹۵)
- مرا ببخش (۱۳۹۶)
- لطف ازل (۱۴۰۰)